# Державна сервісна служба містобудування України
Державна сервісна служба містобудування України — колишній центральний орган виконавчої влади, діяльність якого спрямовувалась і координувалась Кабінетом Міністрів України через Міністра розвитку громад та територій (далі — Міністр) і який реалізував державну політику з питань державного архітектурно-будівельного контролю та нагляду в частині надання (отримання, реєстрації), відмови у видачі чи анулювання (скасування) документів, що дають право на виконання підготовчих та будівельних робіт, прийняття в експлуатацію закінчених будівництвом об'єктів.
Держсервісбуд у своїй діяльності керувався Конституцією та законами України, указами Президента України та постановами Верховної Ради України, прийнятими відповідно до Конституції та законів України, актами Кабінету Міністрів України, іншими актами законодавства.
Утворена Постановою Кабінету Міністрів України від 13 березня 2020 р. № 218, проте так і не запрацювала. Ліквідована Постановою Кабінету Міністрів України від 23 грудня 2020 р. № 1340.

## Завдання
3. Основним завданням Держсервісбуду було:
1) надання (отримання, реєстрації), відмови у видачі чи анулювання (скасування) документів, що дають право на виконання підготовчих та будівельних робіт, прийняття в експлуатацію закінчених будівництвом об'єктів;
2) внесення на розгляд Міністра пропозицій щодо забезпечення формування державної політики з питань, що належать до компетенції Держсервісбуду;
3) виконання дозвільних та реєстраційних функцій у будівництві у визначених законодавством випадках.

## Діяльність
Держсервісбуд відповідно до покладених на нього завдань:
1) узагальнював практику застосування законодавства з питань, що належать до його компетенції, розробляє пропозиції щодо вдосконалення законодавчих актів, актів Президента України та Кабінету Міністрів України, нормативно-правових актів міністерств та в установленому порядку подає їх Міністрові;
2) отримував повідомлення про початок виконання підготовчих робіт, повідомлення про початок виконання будівельних робіт, здійснює внесення змін до них, а також скасовує право на початок виконання підготовчих або будівельних робіт, набуте на підставі поданого повідомлення;
3) видавав дозволи на виконання будівельних робіт, повідомлення про внесення змін до них, відмовляє у видачі таких дозволів, анулює дозволи на виконання будівельних робіт;
4) приймав в установленому порядку в експлуатацію закінчені будівництвом об'єкти (приймає рішення про реєстрацію (повернення) декларацій про готовність об'єктів до експлуатації, внесення змін до них та скасування їх реєстрації, видачу сертифікатів або відмову у їх видачі);
5) вів єдиний реєстр документів, що дають право на виконання підготовчих та будівельних робіт і засвідчують прийняття в експлуатацію закінчених будівництвом об'єктів, відомостей про повернення на доопрацювання, відмову у видачі, скасування та анулювання зазначених документів;
6) перевіряв на відповідність вимогам законодавства, будівельних норм, стандартів і правил рішення, прийняті територіальними органами Держсервісбуду;
7) організовував проведення або проводить навчання, підвищення кваліфікації, підготовку та перепідготовку фахівців для здійснення державного архітектурно-будівельного контролю, обстеження та інших функцій, здійснення яких належить до передбачених законом повноважень Держсервісбуду;
8) брав участь у підготовці міжнародних договорів України з питань державного архітектурно-будівельного контролю, укладає відповідно до законодавства міжнародні договори України міжвідомчого характеру та здійснює міжнародне співробітництво з питань, що належать до його компетенції;
8-1) проводив в установленому порядку конкурс на кращі будинки і споруди, збудовані та прийняті в експлуатацію на території України, та інші конкурси згідно із законодавством;{Пункт 4 доповнено підпунктом 8-1 згідно з Постановою КМ № 422 від 27.05.2020}
9) здійснював інші повноваження, визначені законом.

## Організація діяльності Держсервісбуд
1) здійснює в установленому порядку добір кадрів в апарат Держсервісбуду та його територіальні органи, організовує роботу з підготовки, перепідготовки і підвищення кваліфікації державних службовців та працівників Держсервісбуду;
2) забезпечує в межах повноважень, передбачених законом, здійснення заходів щодо запобігання і протидії корупції, контроль за їх здійсненням в апараті Держсервісбуду та його територіальних органах;
3) організовує планово-фінансову роботу в апараті Держсервісбуду, здійснює контроль за використанням фінансових і матеріальних ресурсів, забезпечує організацію та вдосконалення бухгалтерського обліку в установленому законодавством порядку;
4) здійснює в межах повноважень, передбачених законом, разом з відповідними центральними органами виконавчої влади контроль за цільовим та ефективним використанням державних коштів, передбачених для реалізації проектів, виконання програм;
5) забезпечує в межах повноважень, передбачених законом, виконання завдань з мобілізаційної підготовки та мобілізаційної готовності держави;
6) забезпечує в межах повноважень, передбачених законом, реалізацію державної політики щодо державної таємниці, контроль за її збереженням в апараті Держсервісбуду;
7) організовує ведення діловодства та архівне зберігання документів відповідно до встановлених правил.
Голова ДССМУ
12 червня Кабінет Міністрів України призначив головою Держсервісбуду Олексія Башкірова
Голова Держсервісбуду виконує такі обов'язки:
1) очолює Держсервісбуд, здійснює керівництво його діяльністю;
2) у межах повноважень організовує та контролює виконання в апараті Держсервісбуду та його територіальних органах Конституції та законів України, актів Президента України та Кабінету Міністрів України, наказів міністерств;
3) подає для затвердження Міністрові плани роботи Держсервісбуду;
4) забезпечує виконання Держсервісбудом наказів та доручень Міністра з питань, що належать до компетенції Держсервісбуду;
5) забезпечує взаємодію Держсервісбуду із структурним підрозділом Мінрегіону, визначеним Міністром відповідальним за взаємодію з Держсервісбудом;
6) розподіляє обов'язки між своїми заступниками;
7) затверджує положення про самостійні структурні підрозділи апарату Держсервісбуду;
8) забезпечує реалізацію державної політики щодо державної таємниці, контроль за її збереженням в апараті Держсервісбуду;
9) вирішує в установленому порядку питання щодо заохочення та притягнення до дисциплінарної відповідальності державних службовців та працівників апарату Держсервісбуду, керівників територіальних органів Держсервісбуду, присвоює їм ранги державних службовців (якщо інше не передбачено законом);
10) утворює комісії, робочі та експертні групи;
11) у межах повноважень дає обов'язкові для виконання державними службовцями та працівниками апарату Держсервісбуду та його територіальних органів доручення;
Голова Держсервісбуду має заступників, які призначаються на посаду та звільняються з посади Кабінетом Міністрів України відповідно до законодавства про державну службу.
Держсервісбуд є юридичною особою публічного права, має печатку із зображенням Державного Герба України та своїм найменуванням, власні бланки, рахунки в органах Казначейства.

## Згадування у ЗМІ
- https://www.ukrinform.ua/rubric-economy/3064956-oleksij-baskirov-golova-derzavnoi-servisnoi-sluzbi-mistobuduvanna-ukraini.html [Архівовано 7 серпня 2020 у Wayback Machine.]
- http://budport.com.ua/news/18170-derzhavna-servisna-sluzhba-scho-vidomo-oleksiy-bashkirov-rozpoviv-pro-zapusk-ta-funkcij-novogo-vidomstva [Архівовано 22 липня 2020 у Wayback Machine.]
- http://budport.com.ua/persons/89-aleksey-bashkirov [Архівовано 8 серпня 2020 у Wayback Machine.]
- https://www.unian.ua/economics/other/10913417-kabmin-likviduvav-dabi-ta-zapustiv-reformu-mistobuduvannya.html [Архівовано 29 листопада 2020 у Wayback Machine.]
- http://nrcu.gov.ua/news.html?newsID=93597 [Архівовано 8 вересня 2020 у Wayback Machine.]
- https://www.depo.ua/ukr/politics/uryad-ofitsiyno-likviduvav-dabi-ta-utvoriv-derzhservisbud-202003191134092 [Архівовано 30 травня 2020 у Wayback Machine.]